# Demino Ski Marathon
Demino Ski Marathon (ros. Дёминский лыжный марафон) - długodystansowy bieg narciarski, rozgrywany co roku w drugiej połowie marca, w rosyjskim mieście Rybińsk, w obwodzie jarosławskim.
Pierwsza edycja biegu miała miejsce w 2007 roku, udział w biegu wzięło 100 uczestników. Rozgrywany jest na dystansie 50 km techniką dowolną. Trasa maratonu w znacznej części wykorzystywana jest także podczas odbywających się tutaj zawodów Pucharu Świata w biegach narciarskich. Bieg ten od 2012 roku należy do cyklu Worldloppet.

## Lista zwycięzców
| Rok  | Mężczyźni              | Czas          | Kobiety              | Czas          |
| ---- | ---------------------- | ------------- | -------------------- | ------------- |
| 2020 | Raul Szakirzianow      | 2:01:27,6 h   | Alena Perevozchikova | 2:13:42,6 h   |
| 2019 | Konstantin Gławatskich | 1:52:38,3 h   | Alena Perevozchikova | 2:00:22,3 h   |
| 2018 | Andriej Mielniczenko   | 2:00:54,3 h   | Swietłana Nikołajewa | 2:12:00,9 h   |
| 2017 | Raul Szakirzianow      | 1:53:36 h     | Olga Roczewa         | 2:02:55 h     |
| 2016 | Jewgienij Diemientjew  | 1:45:01,5 h   | Olga Roczewa         | 1:54:39,8 h   |
| 2015 | Siergiej Turyszew      | 1:48:49 h     | Kaciaryna Rudakowa   | 1:55:36 h     |
| 2014 | Bieg odwołany          | Bieg odwołany | Bieg odwołany        | Bieg odwołany |
| 2013 | Florian Kostner        | 2:28:18,0 h   | Olga Michajłowa      | 2:43:11,0 h   |
| 2012 | Wadim Niestierow       | 2:03:49,0 h   | Kaciaryna Rudakowa   | 2:17:27,2 h   |
| 2011 | Siergiej Szyriajew     | 2:03:03,2 h   | Natalja Ziernowa     | 2:17:26,1 h   |
| 2010 | Alaksiej Iwanou        | 2:11:40,9 h   | Kaciaryna Rudakowa   | 2:19:50,1 h   |
| 2009 | Alaksiej Iwanou        | 2:11:03,6 h   | Olga Roczewa         | 2:19:09,4 h   |
| 2008 | Anders Aukland         | 2:07:36,4 h   | Ludmiła Cypulina     | 1:23:39,0 h   |
| 2007 | Nikołaj Bolszakow      | 1:25:02,7 h   | Irina Siemierikowa   | 1:36:59,4 h   |